# NewSUBARU放射光施設
NewSUBARU放射光施設（ニュースバルほうしゃこうしせつ）は、兵庫県赤穂郡上郡町光都一丁目1番2号、播磨科学公園都市内に位置する中型放射光施設。電子を加速・貯蔵するための加速器群と発生した放射光を利用するための実験施設および各種付属施設から成る。

## 概要
SPring-8が硬X線の超高輝度放射光発生に特徴があることに対して、ニュースバルは極端紫外光から軟X線領域の放射光を発生させることに特化しており、SPring-8では測定しにくい領域を得意としている。また、SPring-8が実験ごとに機器を入れ替える必要があるビームラインがあるのに対し、ニュースバルでは単一大学が所有しているため、機器の入れ替えが必要ない。
大型放射光施設SPring-8の敷地内に兵庫県が設置し、運営は兵庫県立大学高度産業科学技術研究所が行っている。大学が所有する放射光施設では国内最大規模の放射光施設である。

### 一般見学
内部の実験設備や加速器などを見るためには例年4月下旬ごろに行われる施設公開に参加する必要がある。

### 併設施設
- SPring-8
- SACLA - X線自由電子レーザー施設

## 施設諸元
- 線型加速器 - 全長：140m/加速エネルギー：1GeV - SPring-8線形加速器と共用
- 蓄積リング - 周長：118m/トップアップ運転：1GeV/Decayモード運転：1.5GeV - レーストラック型
- ビームライン：9本[3]
- 小型電子線型加速器LEENA（Laser Emitted ElectroN Accelerator） - テラヘルツ光源

### ビームライン一覧
| BL番号 | 通称                                 | 利用エネルギー域      | 備考                                                                                   |
| ------ | ------------------------------------ | --------------------- | -------------------------------------------------------------------------------------- |
| BL01   | ガンマ線ビームライン                 | 1 - 40 MeV            | 光核反応研究や対生成陽電子発生と利用、核変換やガンマ線非破壊検査等への応用研究等に利用 |
| BL02   | LIGA大面積ビームライン               | 2 - 12 keV、2 keV以下 | 高アスペクト比加工とサブミクロン加工を同時に行うことが可能                             |
| BL03   | 極端紫外光リソグラフィービームライン | EUV領域               | EUVリソグラフィー技術開発専用ビームライン                                              |
| BL05   | 産業用分析ビームライン               | 軟X線領域             | XAFS測定、XPS測定用の軟X線分光分析ビームライン                                         |
| BL06   | 新素材創成ビームライン               | 約1 - 数10 keV        | 難加工材料の微細加工や表面改質                                                         |
| BL07   | 短尺アンジュレーター分析ビームライン |                       | 機能性材料の開発                                                                       |
| BL09   | 長尺アンジュレーターEUVビームライン  | 軟X線領域             | 各種材料の微量成分分析、極表面分析、バルク分析                                         |
| BL10   | 極端紫外光汎用ビームライン           |                       | 反射率・透過率測定                                                                     |
| BL11   | LIGAビームライン                     | 約2 - 7 keV           | 高いアスペクト比を有するマイクロ立体構造体を形成                                       |

## アクセス
- JR相生駅より　神姫バス　SPring-8行き（約40分）終点「SPring-8」バス停にて下車　徒歩約5分